# GRIB
GRIB (ang. grid in binary) – format danych Światowej Organizacji Meteorologicznej, który umożliwia kompresję danych i ich opis (dane o danych).

## Zastosowania
Depesze GRIB wykorzystywane są m.in. do przesyłania prognoz pogody. Np. w nawigacji morskiej zbiory w formacie GRIB przekazywane są na statek lub jacht. Najczęściej GRIB'y zawierają kilka dni prognozy w odstępach 6-12 godzin i dzięki temu oprogramowanie pokładowe może wyliczyć optymalny kurs statku lub jachtu uwzględniając warunki pogodowe i pływowe. Wiele programów nawigacyjnych używa prognoz modelu numerycznego GFS (Global Forecast System) amerykańskiego ośrodka prognoz dostarczanych na siatkach 0.5°. Format GRIB jest też wykorzystywany do transmisji danych pomiarowych na nieregularnych siatkach.